# 系统管理员
系统管理员（System Administrator，簡稱sysadmin）是负责管理计算机系统的人。其具体的含义因环境而异。
拥有庞大复杂的计算机系统的组织，通常按照专长分派计算机员工。在那里系统管理员负责维护现有的计算机系统，因此其工作不同于：
- 系统设计师（Systems design，SD）
- 系统分析师（Systems analyst，SA）

## 系统管理相关领域
- 计算机房管理
- 计算机服务器
- 计算机操作系统
- 计算机网络
- 系统备份和恢复
- 个人计算机
- 数据库
- 系统和用户账号管理
- 计算机安全策略执行
- 计算机系统安装、维护、升级、报废、回收

## 系统管理员的工作范围
- 回答有关计算机系统的技术问题
- 安装和配置新的硬件、软件
- 进行操作系统升级，更改配置
- 执行数据备份
- 负责系统的安全
- 编写和更新系统配置文档
- 调整和优化系统性能
- 排除故障
- 连接其他系统
- 安装和配置网络服务

## 系统管理员的知识和技能
- 计算机硬件和外部设备
- 计算机网络
- 操作系统
- 网络服务程序
- 应用程序
- 系统管理专用工具
- 项目管理
- 配置管理
- 编写程序

### 相關的专业认证

#### Windows作業系統
- MCSE（Microsoft Certified Systems Engineer），只有在2000年與2003年
- MCSA（Microsoft Certified System Administrator）
- MCITP（Microsoft Certified IT Professional）

#### Linux作業系統
- RHCSA（Red Hat Certified System Administrator，Redhat認證系統管理員）
- RHCE（Redhat Certified Engineer，Redhat認證工程師）
- RHCA（Redhat Certified Architest, Redhat認證架构師）